# 2020 en Belgique
Chronologie de la Belgique
- 2016
- 2017
- 2018
- 2019
- 2020
- 2021
- 2022
- 2023
- 2024

Cette page recense des événements qui se sont produits durant l'année 2020 en Belgique.

## Événements

### Mars
- 12 mars : en raison de l'épidémie de coronavirus, la Première ministre, Sophie Wilmès, annonce des mesures supplémentaires destinées à freiner la propagation du virus, en vigueur du 14 mars au 3 avril. Les cours sont suspendus ; les restaurants, cafés et discothèques sont fermés ; les activités récréatives, sportives, culturelles ou folkloriques sont supprimées ; les commerces (excepté les magasins d'alimentation et les pharmacies) sont fermés le week-end[1].
- 17 mars : prestation de serment du gouvernement Wilmès II, gouvernement d'urgence mis en place dans le contexte de la pandémie de Covid-19.
- 18 mars à 12 h : entrée en vigueur de mesures plus strictes de confinement, visant à enrayer la propagation du coronavirus. Les magasins non essentiels sont fermés et la population est invitée à rester chez elle. Les rassemblements sont désormais interdits[2].
- 20 mars à 15 h : les frontières de la Belgique sont fermées, sauf pour le transport de marchandises ou les motifs essentiels. Tout déplacement vers des résidences secondaires en Belgique est désormais interdit[3].

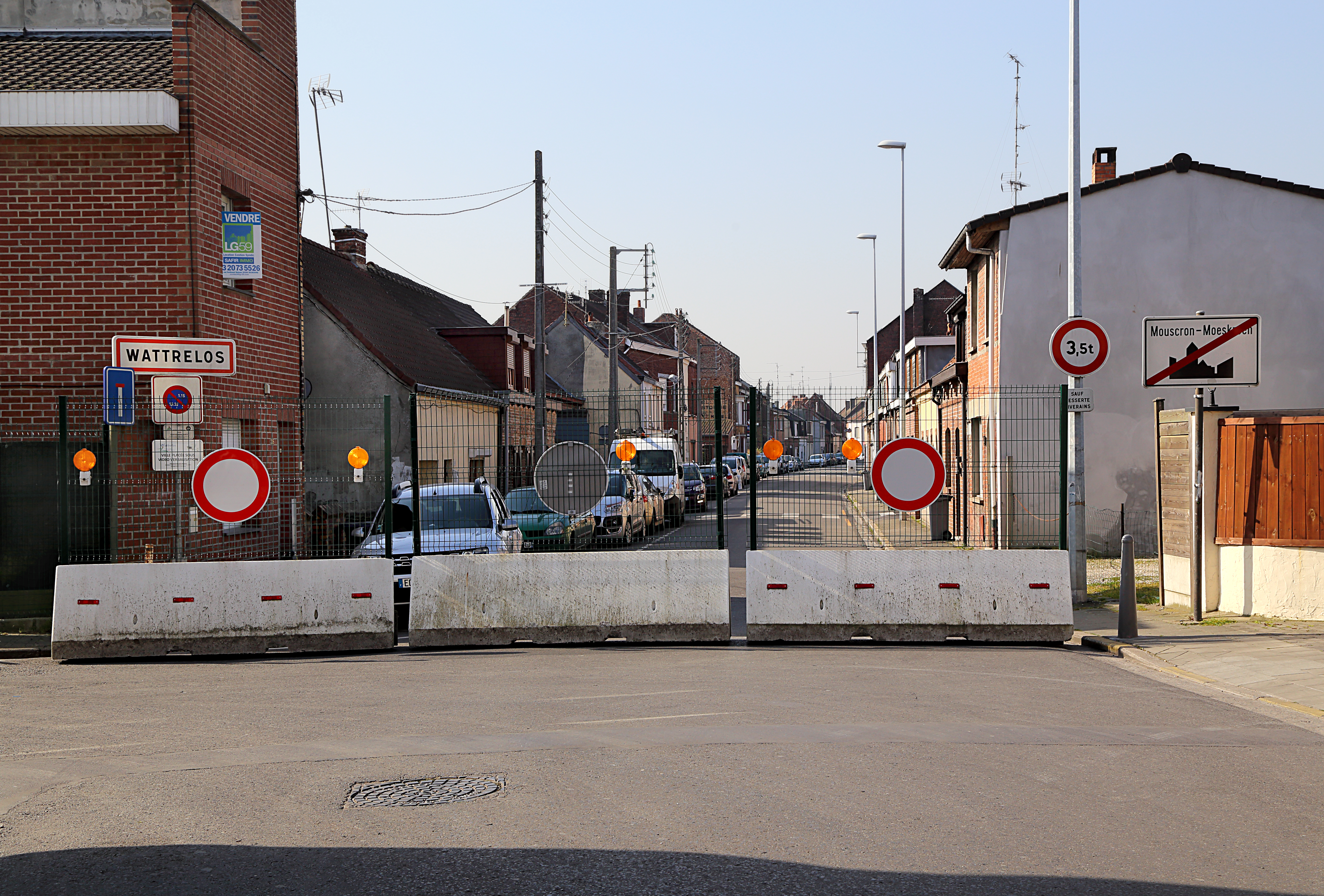
Un point de passage routier fermé entre Mouscron et Wattrelos, le 27 mars 2020.

- 27 mars : à la suite d'une nouvelle réunion du Conseil national de sécurité, Sophie Wilmès annonce la prolongation des mesures de confinement jusqu'au 19 avril et, potentiellement, jusqu'au 3 mai. Le non-respect des mesures en cours est désormais plus durement sanctionné[4].

### Avril
- 15 avril : alors que l'épidémie de Covid-19 a déjà fait 4 440[5] morts en Belgique, le gouvernement annonce la prolongation des mesures de confinement jusqu'au 3 mai inclus. Certains secteurs d'activité reprendront le travail dès le 20 avril. Par contre, tous les grands évènements de masse sont supprimés jusqu'au 31 août[6].
- 20 avril : le Service public de Wallonie constate une grave pollution organique de l'Escaut, consécutive à la rupture d'une berge du bassin de décantation d'une sucrerie dans le Cambrésis. Les autorités belges disent n'avoir pas été averties de cet incident[7],[8].

### Mai
- 4 mai : début de la phase 1a du plan belge de déconfinement. Certains sports en plein air sont de nouveau autorisés. Certains magasins, par exemple les merceries, peuvent rouvrir leurs portes. Les usagers des transports en commun doivent désormais se couvrir la bouche et le nez[9].
- 6 mai : à l'issue d'une nouvelle réunion du Conseil national de sécurité, Sophie Wilmès annonce de nouvelles mesures liées au déconfinement. Les compétitions sportives sont annulées jusqu'au 31 juillet. Les visites privées dans les foyers sont à nouveau autorisées à partir du 10 mai sous certaines conditions[10].
- 11 mai :  début de la phase 1b du plan belge de déconfinement. Réouverture de tous les commerces[10].
- 18 mai : début de la phase 2 du plan belge de déconfinement. Réouverture des écoles primaires et secondaires sous conditions, des musées et des salons de coiffure, entre autres[11].
- 30 mai : réouverture des frontières avec l'Allemagne, le Luxembourg et les Pays-Bas[12].

### Juin
- 2 juin : réouverture des écoles maternelles.
- 8 juin : alors que l'épidémie de Covid-19 a déjà fait plus de 9 600[13] morts, la troisième phase du plan belge de déconfinement débute. Réouverture des cafés, bars et restaurants. Reprise des cultes religieux ou philosophiques, sous certaines conditions[14].

### Juillet
- 29 juillet, la première ministre Sophie Wilmès annonce à la suite d'un Conseil national de sécurité la réduction des bulles sociales de 15 à 5 personnes par semaine.

### Octobre
- 1er octobre : prestation de serment du gouvernement De Croo.
- 16 octobre : face à la recrudescence de l'épidémie de Covid-19 en Belgique, le Premier ministre Alexander De Croo annonce l'instauration de nouvelles mesures restrictives qui entrent en vigueur pour un mois à partir du 19 octobre : couvre-feu de minuit à 5 heures du matin, fermeture des établissements de l'Horeca, télétravail obligatoire dans les secteurs concernés et réduction de la bulle sociale à une seule personne[15].

### Novembre
- 2 novembre : nouveau confinement national de six semaines. Fermeture des écoles jusqu'au 16 novembre[16].
- 27 novembre : le Comité de concertation prolonge le confinement national jusqu'au 31 janvier 2021[17].
- 30 novembre : réouverture des musées et des piscines[18].

### Décembre
- 1er décembre : réouverture des commerces non essentiels, avec application des mesures sanitaires[19].

## Culture

### Cinéma
- 10e cérémonie des Magritte du cinéma

### Littérature
- Prix Rossel : Catherine Barreau, La Confiture des morts (Weyrich)[20].

### Musique
- Concours musical international Reine Élisabeth de Belgique 2020 (piano) : reporté à 2021[21].

## Sciences
- Prix Francqui : Cédric Blanpain[22] (sciences biomédicales, ULB) et Bart Loeys[23] (recherche translationnelle, UA).

## Décès
- 3 janvier : Gérard de Sélys, journaliste (° 29 mars 1944).
- 6 janvier : Michel Didisheim, haut fonctionnaire (° 18 avril 1930).
- 10 janvier : Marc Morgan, auteur-compositeur-interprète (° 30 avril 1962).
- 27 janvier : Bernard de Give, moine trappiste et orientaliste (° 8 mai 1913).
- 28 janvier : Léon Mokuna, joueur de football (° 1er novembre 1928).
- 11 février : Jean-Pierre Gallet, journaliste (° 7 avril 1943).
- 14 mars : René Follet, illustrateur et dessinateur de bande dessinée (° 10 avril 1931).
- 17 mars : 
  - Erwin Drèze, dessinateur, coloriste et décoriste de bande dessinée (° 27 novembre 1960).
  - Patrick Nothomb, diplomate (° 24 mai 1936).
- 28 mars : Roger Baens, coureur cycliste (° 18 août 1933).
- 4 avril : 
  - Philippe Bodson, homme d'affaires et homme politique (° 2 novembre 1944).
  - Marcel Moreau, écrivain (° 16 avril 1933), mort à Bobigny (France).
- 9 avril : Marc Engels, ingénieur du son (° 1966).
- 12 avril : Jacques De Decker, journaliste et écrivain (° 19 août 1945).
- 25 avril : Henri Kichka, survivant des camps de concentration nazis (° 14 avril 1926).
- 30 avril : Tom Hautekiet, graphiste et illustrateur (° 17 janvier 1970).
- 22 mai : Francine Holley, artiste peintre (° 23 novembre 1919), morte à Paris (France).
- 28 mai : Gustaaf De Smet, coureur cycliste (° 15 mai 1935).
- 30 mai : Roger Decock, coureur cycliste (° 20 avril 1927).
- 3 juin : Jerzy Łukaszewski, diplomate (° 21 juillet 1924).
- 8 juin : Marion Hänsel, actrice, réalisatrice et productrice (° 12 février 1949).
- 10 juin : Michel Bellen, tueur en série (° 13 janvier 1946).
- 16 juin : Gerda Mylle, femme politique (° 5 septembre 1953).
- 18 juin : Georges Octors, violoniste et chef d'orchestre (° 2 avril 1923).
- 21 juin : Étienne Périer, réalisateur (° 11 décembre 1931), mort au Plan-de-la-Tour (France).
- 23 juin : Lydia Chagoll, artiste (° 16 juin 1931).
- 24 juin : Étienne Cerexhe, juge et sénateur (° 18 avril 1931).
- 29 juin : Albert Sulon, joueur de football (° 3 avril 1938).
- 4 juillet : Guy Beckers, homme d'affaires (° 25 juillet 1924).
- 14 juillet : J. J. Lionel, chanteur (° 9 aout 1947).
- 23 juillet : Jean Brankart, coureur cycliste (° 12 juillet 1930).
- 24 juillet : Jan Verroken, homme politique (° 30 janvier 1917).
- 26 juillet : Guy Lutgen, homme politique (° 19 avril 1936).
- 28 juillet : Marcel Plasman, homme politique (° 23 décembre 1924).
- 4 août : Ilse Uyttersprot, femme politique (° 10 mai 1967).
- 11 août : 
  - Gaspard Hons, poète (° 3 novembre 1937).
  - Michel Van Aerde, coureur cycliste (° 2 octobre 1933).
- 17 août : Claude Laverdure, dessinateur de bande dessinée (° 19 avril 1947).
- 18 août : Richard Biefnot, homme politique (° 24 mars 1949).
- 19 août : François van Hoobrouck d'Aspre, homme politique (° 21 janvier 1934).
- 24 août : Robbe De Hert, réalisateur (° 20 septembre 1942).
- 26 août : André-Paul Duchâteau, écrivain et scénariste de bande dessinée (° 8 mai 1925).
- 28 août : Antoinette Spaak, femme politique (° 27 juin 1928).
- 4 septembre : Annie Cordy, chanteuse, meneuse de revue et actrice (° 16 juin 1928), morte à Vallauris (France).
- 9 septembre : Patrick Davin, chef d'orchestre (° 16 février 1962).
- 22 septembre : Frie Leysen, commissaire d'exposition et directrice de théâtre (° 19 février 1950).
- 23 septembre : Yvette Alloo, championne paralympique de tennis de table (° 21 juin 1930).
- 26 septembre : Jacques Beurlet, joueur de football (° 21 décembre 1944).
- 28 septembre : Frédéric Devreese, compositeur (° 2 juin 1929).
- 15 octobre : Fons Verplaetse, gouverneur de la Banque nationale de Belgique (° 19 février 1930).
- 17 octobre : Lucien De Brauwere, coureur cycliste (° 10 juin 1951).
- 18 octobre : Gérard Sulon, joueur de football (° 3 avril 1938).
- 24 octobre : Maurice Bodson, homme politique (° 8 octobre 1944).
- 26 octobre : Marcel Hendrickx, homme politique (° 21 aout 1935).
- 27 octobre : Serge Noël, poète et romancier (° 23 septembre 1956).
- 28 octobre : Joseph Moureau, pilote de chasse (° 13 avril 1921).
- 30 octobre : Paul-Baudouin Michel, compositeur (° 7 septembre 1930).
- 5 novembre : Reynaert, auteur-compositeur-interprète (° 24 juillet 1955).
- 8 novembre : 
  - Herman Daled, collectionneur d'œuvres d'art et radiologue (° 12 juin 1930).
  - Marc Metdepenningen, journaliste (° 16 février 1958).
- 13 novembre : Henri Boel, homme politique (° 5 septembre 1931).
- 15 novembre : Jacques Rifflet, professeur de droit (° 7 février 1929).
- 17 novembre : 
  - Willy Kuijpers, homme politique (° 1er janvier 1937).
  - Paul Sobol, publicitaire (° 26 juin 1926).
- 22 novembre : Martial Lahaye, homme politique (° 21 avril 1945).
- 24 novembre : Yves Vander Cruysen, homme politique (° 9 mars 1963).
- 11 décembre : Malik, auteur de bande dessinée (° 2 janvier 1948).
- 17 décembre : Jean Blaton, pilote automobile (° 19 novembre 1929).
- 27 décembre : Berck, scénariste et dessinateur de bande dessinée (° 3 mai 1929).

## Statistiques
- Population totale au 1er janvier 2020 : 11 476 279[24].

#### L'année sportive 2020 en Belgique
- Championnat de Belgique de football 2019-2020
- Championnat de Belgique féminin de football 2019-2020
- Championnat de Belgique de football 2020-2021
- Championnat de Belgique féminin de football 2020-2021
- Coupe de Belgique de football 2019-2020
- Supercoupe de Belgique de football 2020
- Championnats de Belgique d'athlétisme en salle 2020
- Grand Prix automobile de Belgique 2020
- 6 Heures de Spa 2020
- Tour de Belgique 2020
- Gand-Wevelgem 2020
- Liège-Bastogne-Liège 2020
- Flèche wallonne 2020
- Tour de Wallonie 2020
- Tour des Flandres 2020
- Tournoi de tennis d'Anvers (ATP 2020)

#### L'année 2020 dans le reste du monde
- L'année 2020 dans le monde
- 2020 par pays en Amérique, 2020 au Canada, 2020 aux États-Unis
- 2020 en Europe, 2020 dans l'Union européenne, 2020 en Allemagne, 2020 en France, 2020 en Italie, 2020 en Suisse
- 2020 en Afrique • 2020 par pays en Asie • 2020 en Océanie
- 2020 aux Nations unies
- Décès en 2020